# Cytilus auricomus
Cytilus auricomus är en skalbaggsart som först beskrevs av Caspar Erasmus Duftschmid 1825.  Cytilus auricomus ingår i släktet Cytilus, och familjen kulbaggar. Arten är reproducerande i Sverige.

## Bildgalleri

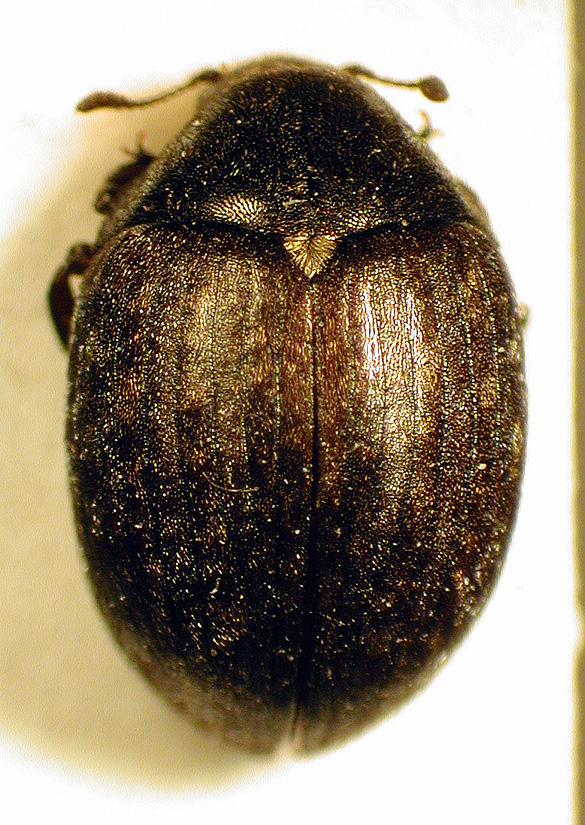